# Fotograma
O fotograma é cada uma das imagens impressas quimicamente no filme cinematográfico, que foram fotografadas por uma câmara a uma cadência constante (desde 1929 padronizada em 24 por segundo) e depois projetados no mesmo ritmo, em registro e sobre uma tela. A origem do fotograma remonta às origens da fotografia, quando o alemão Johann Heinrich Schulze em 1724 descobriu a sensibilidade dos sais de prata à luz. 
O fotograma produzem no espectador a ilusão de movimento. Isto se deve à incapacidade do cérebro humano de processar separadamente as imagens formadas na retina e transmitidas pelo nervo óptico, quando percebidas sequencialmente acima de uma determinada velocidade constante. Esta persistência da visão faz com que nossa percepção misture as imagens de forma contínua, dando a sensação de movimento natural.
Como imagem individual de um filme, o fotograma corresponde ao frame do vídeo, e ambos são genericamente chamados de "quadros" de um produto audiovisual.

## Galeria

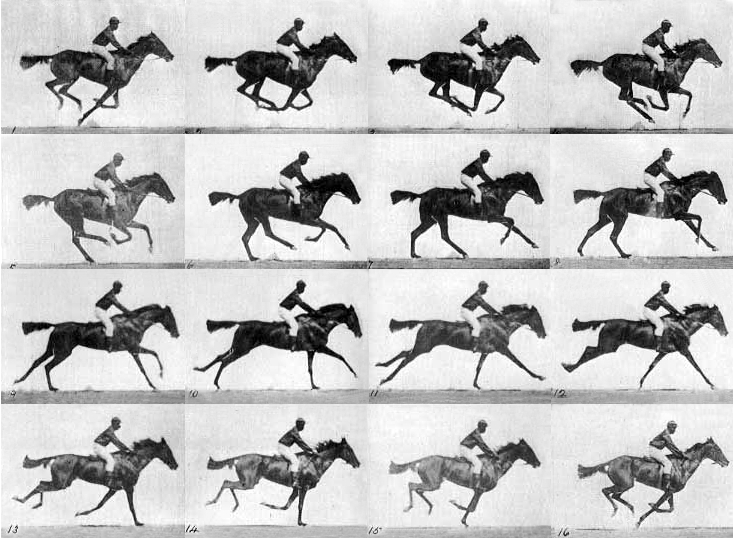